# 김병일 (1945년)
김병일(金秉日), 1945년 9월 1일~)은 대한민국의 대학교수이다. 본관은 경주이며,  수원출신이다. 중앙대학교 교수로 재직하였다. 2011년에 정년퇴임 하였다. 또,2023년 저문 바다에서  라는 책을 편 찬 했다.

## 경력
- 경제기획원 예산총괄과장
- 재정경제원 근무(관리관)
- 통계청장
- 조달청장
- 기획예산처 차관
- 한국은행 금융통화위원회 위원
- 기획예산처 장관
- 도산서원 선비문화수련원 이사장
- 한국국학진흥원장

| 전임 장승우 | 제5대 통계청장 1997년 1월 6일~1998년 3월 16일 | 후임 윤영대 |

| 전임 강정훈 | 제18대 조달청장 1999년 5월 7일~2000년 8월 10일 | 후임 김성호 |

| 전임 최종찬 | 제2대 기획예산처 차관 2000년 8월 11일~2002년 2월 4일 | 후임 박봉흠 |

| 전임 박봉흠 | 제5대 기획예산처 장관 2004년 1월 2일~2005년 1월 27일 | 후임 변양균 |